# Lewiskulspruta
Lewiskulsprutan (engelska: The Lewis Gun) är ett kulsprutegevär från 1911 som användes av båda sidor under första världskriget och senare av många andra länder fram till Koreakriget under början av 1950-talet. Vapnet använder tallriksmagasin och är traditionellt försedd med en kylmantel över pipan som leder ut varmluft och drar in kalluft. Kylmanteln är främst avsedd för bruk på marken, såsom i luftvärnsstativ eller som understödsvapen med stödben, och är traditionellt borttagen hos vapen avsedda för bruk på stridsflygplan, då motströmmande vind i luften ger tillräcklig kylning för öppen pipa.

## Historia
Kulsprutegeväret konstruerades 1911 av amerikanen Isaac Newton Lewis. Inledningsvis var amerikanska krigsmakten inte intresserad av vapnet, så Lewis flyttade till Belgien där han startade företaget Armes Automatique Lewis i Liège. Han anlitade Birmingham Small Arms (BSA) för att få hjälp att starta produktionen mot att BSA fick tillverka vapnet på licens. Under första världskriget började Lewiskulsprutan att tillverkas även i USA av Savage Arms Company i kaliber .30-06 Springfield samt i Tjeckoslovakien i kaliber 8 × 57 IS (7,92 Mauser).

## Konstruktion
Lewisen är, trots den stora kylmanteln, ett luftkylt vapen. En kylfläns av aluminium omsluter pipan och är i sin tur omsluten av en rörformad mantel. När vapnet avfyras fungerar mynningen som en ejektor och drar luft framåt genom manteln så pipan kyls betydligt effektivare än med friliggande pipa.
Vapnet har gasvridlås med gascylindern monterad under pipan innanför kylmanteln. Pistongen har en hake som löper i ett spiralformat uttag i slutstycket. Haken fungerar också som slagstift.
En udda egenskap är att magasinet saknar magasinsfjäder. I stället vrids magasinet runt av en matararm i vapnet som i sin tur drevs av gastrycket.

## Bilder

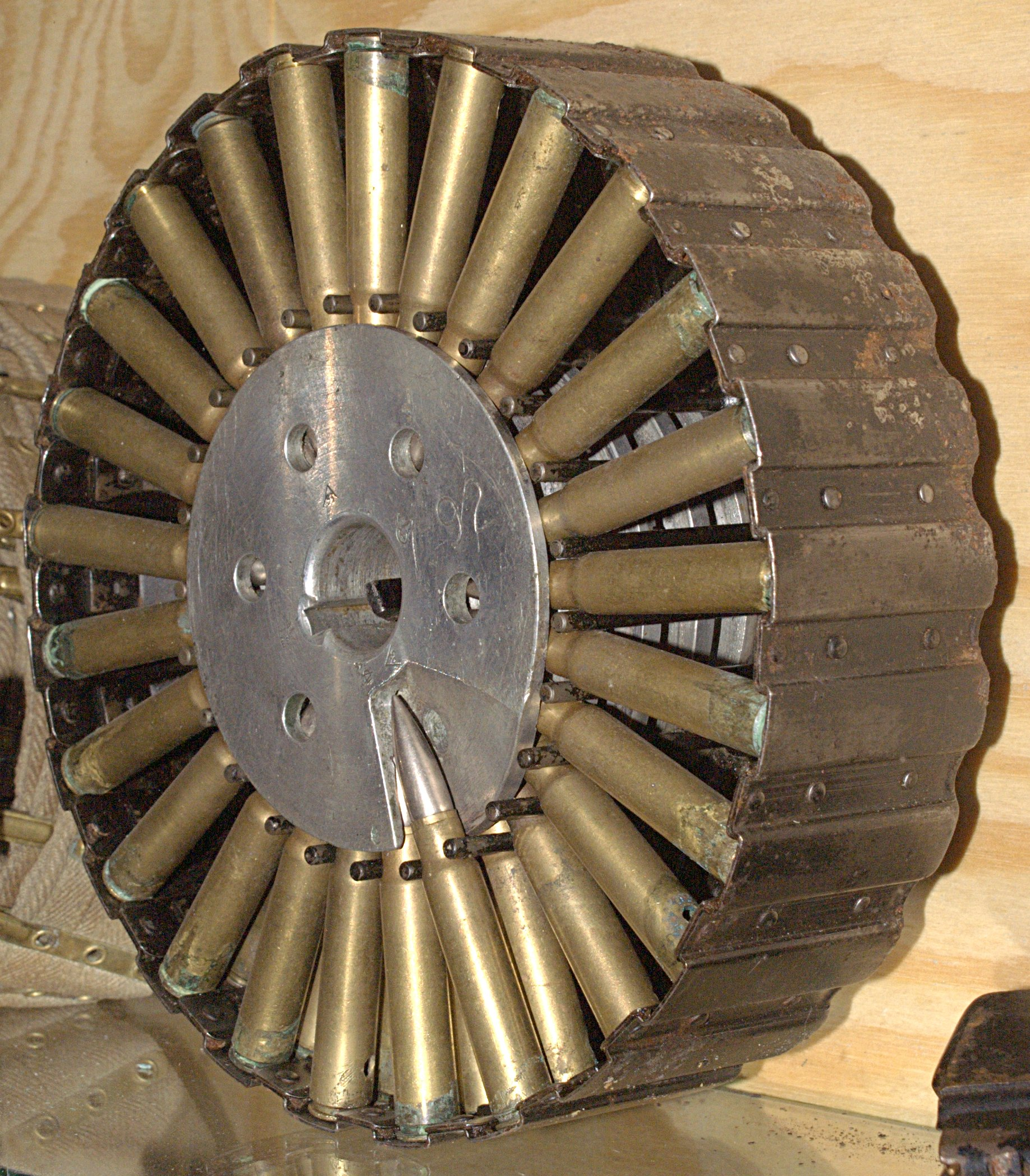
Ett magasin sett underifrån. Ytterhöljet och patronerna roterar medan navet sitter fast i vapnet.
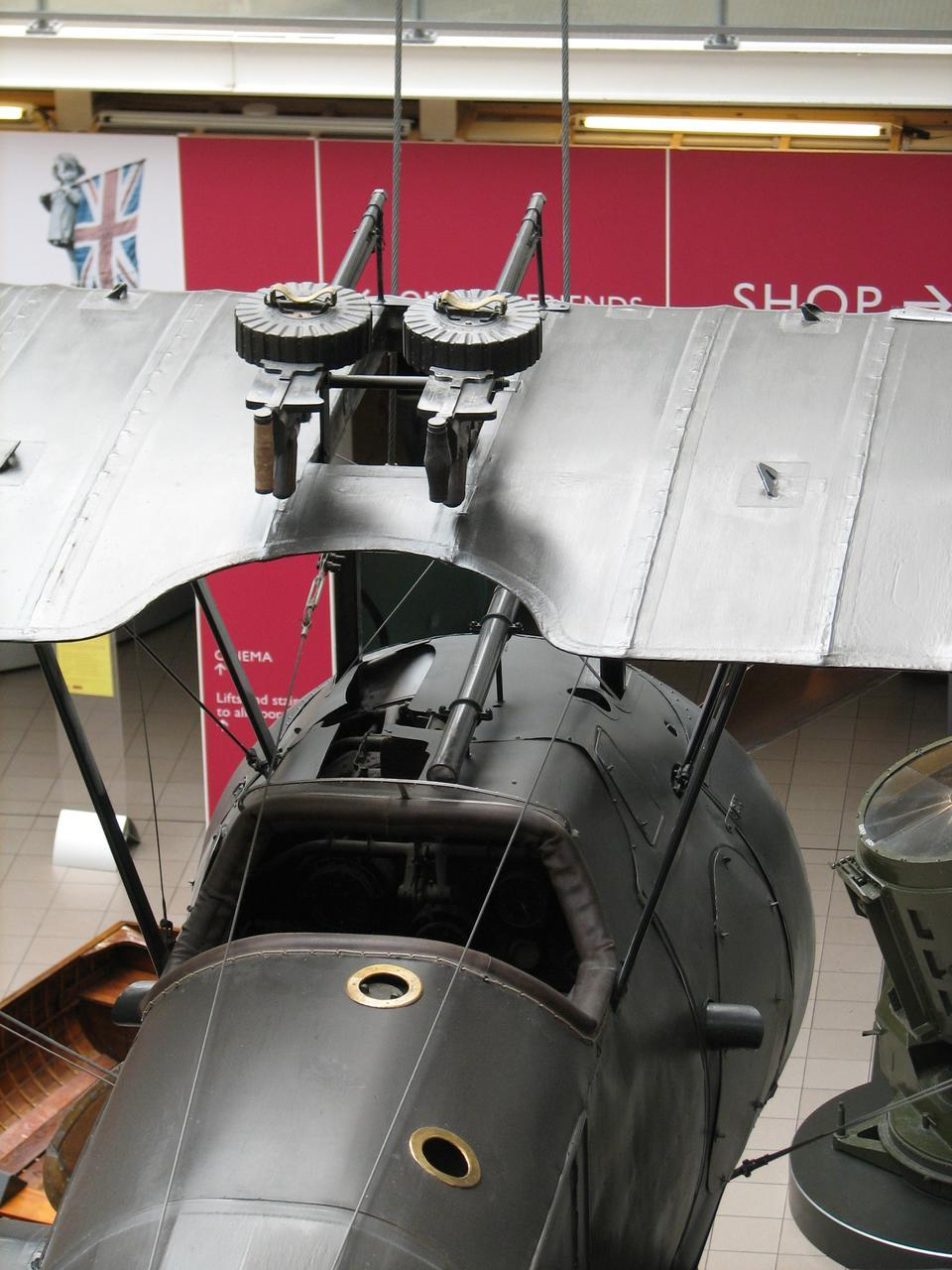
Två Lewiskg monterade på övervingen av en Sopwith Camel. Det var vanligt att vapen monterade i flygplan saknade kylfläns och mantel.